# María Elena Galiano
María Elena Galiano (Buenos Aires, 25 febbraio 1928 – Buenos Aires, 30 ottobre 2000) è stata un'aracnologa argentina.

## Biografia
Ha lavorato al Museo Argentino de Ciencias Naturales Bernardino Rivadavia di Buenos Aires. Morì in un incidente il 30 ottobre 2000.

## Taxa descritti
Di seguito, alcuni dei taxa descritti:
- Admesturius Galiano, 1988, ragno (Salticidae)
- Hisukattus Galiano, 1987, ragno (Salticidae)
- Kalcerrytus Galiano, 2000, ragno (Salticidae)
- Nycerella Galiano, 1982, ragno (Salticidae)
- Simonurius Galiano, 1988, ragno (Salticidae)
- Sumampattus Galiano, 1983, ragno (Salticidae)
- Trydarssus Galiano, 1995, ragno (Salticidae)
- Wedoquella Galiano, 1984, ragno (Salticidae)

## Denominati in suo onore
- Galianora Maddison, 2006 (ragno, Salticidae)
- Scabiosa galianoi (Devesa, Ortega-Olivencia & J.Lòpez, 2003) (pianta, Dipsacaceae)
- Verrucosa galianoae Lise, Kesster & Silva, 2015 (ragno, Araneidae)

## Pubblicazioni
Elenco parziale degli studi e ricerche effettuate:
- Las especies americanas de aranas de la familia Salticidae, descriptas por Eugene Simon. Redescripciones basadas en los ejemplares tipicos. Physis, Buenos Aires, 23 (66): 451-452, t. 37, ff. 12-14 - 1963
- Revisión del genero Eustiromastix Simon, 1902 (Araneae, Salticidae) - 1979 - PDF Archiviato il 5 agosto 2019 in Internet Archive.
- Revisión del genero Phiale C.L. Koch, 1846 (Araneae, Salticidae) III. Las especies polimorficas del grupo Mimica - 1981 -PDF Archiviato il 19 novembre 2010 in Internet Archive.
- Revisión de las especies de Freya del grupo Decorata (Araneae, Salticidae) - 2001 - PDF Archiviato il 23 giugno 2017 in Internet Archive.[4]